# Massalcoreig
Massalcoreig è un comune spagnolo di 598 abitanti situato nella comunità autonoma della Catalogna, nella provincia di Lleida.